# Ярі Віухкола
Ярі Петтері Віухкола (фін. Jari Petteri Viuhkola; народився 27 лютого 1980 у м. Оулу, Фінляндія) — фінський хокеїст, центральний нападник.  
Вихованець хокейної школи «Кярпят» (Оулу). Виступав за «Кярпят» (Оулу), «Лоуелл Девілс» (АХЛ).
У складі національної збірної Фінляндії учасник чемпіонатів світу 2004, 2005, 2006 і 2007. У складі молодіжної збірної Фінляндії учасник чемпіонату світу 2000. У складі юніорської збірної Фінляндії учасник чемпіонату Європи 1998.
Срібний призер чемпіонату світу (2007), бронзовий призер (2006). Чемпіон Фінляндії (2004, 2005, 2007, 2008), срібний призер (2003, 2009), бронзовий призер (2006).